# Dār Balūţ
Dār Balūţ (persiska: داربلوط) är en ort i Iran.   Den ligger i provinsen Ilam, i den västra delen av landet, 500 km sydväst om huvudstaden Teheran. Dār Balūţ ligger 763 meter över havet och antalet invånare är 104.
Terrängen runt Dār Balūţ är varierad. Dār Balūţ ligger nere i en dal. Runt Dār Balūţ är det ganska glesbefolkat, med 43 invånare per kvadratkilometer. Närmaste större samhälle är Lūmār, 15,1 km nordväst om Dār Balūţ. Omgivningarna runt Dār Balūţ är i huvudsak ett öppet busklandskap.